# Finn Wiberg
Finn Wiberg (født 7. maj 1943) er en dansk tidligere fodboldspiller. 